# Seleuco de Selêucia
Seleuco de Selêucia (Grego: Σέλευκος transl.: Seleukos; Selêucia, c. 190 a.C. — c. 150 aC) foi um filósofo e astrónomo grego do período helênico. Nasceu em Selêucia do Tigre, a capital do Império Selêucida, ou, alternativamente, Selêucia no mar da Eritreia, é mais conhecido como proponente do heliocentrismo e pela sua teoria da origem das marés.

## Teoria heliocêntrica
Seleuco é conhecido por ter sido um seguidor da teoria heliocêntrica de Aristarco de Samos, que afirmou que a Terra girava em torno de seu próprio eixo, que por sua vez girava em torno do Sol. De acordo com Plutarco, Seleuco foi o primeiro a demonstrar o sistema heliocêntrico através do raciocínio, mas não se sabe quais os argumentos que ele usou. De acordo com Bartel Leendert van der Waerden, Seleucus pode ter construído a sua teoria heliocêntrica, determinando as constantes de um modelo geométrico e desenvolvendo métodos para calcular posições planetárias usando este modelo, como Nicolau Copérnico fez mais tarde, no século XVI. Para o efeito, poderá ter usado métodos trigonométricos que estavam disponíveis em seu tempo.
Segundo o geógrafo grego Estrabão, Seleuco também foi o primeiro a assumir o universo como infinito. Mesmo que nenhum dos seus escritos originais ou traduções gregas tenha sobrevivido, um fragmento da sua obra em árabe sobreviveu, que mais tarde foi referido pelo filósofo persa Rasis.

## Teoria das marés
De acordo com Lucio Russo, os argumentos de Seleuco para uma teoria heliocêntrica provavelmente estavam relacionados com o fenómeno das marés. O ciclo anual das marés (que foi estudado por Seleuco) pode, na verdade, ser explicado num sistema geocêntrico. Seleuco teorizou correctamente que as marés foram causadas pela Lua, explicando que a interacção foi mediada pelo pneuma. Ele observou que as marés variam em tempo e força em diferentes partes do mundo. De acordo com Lucio Russo, Seleuco atribuiu a ocorrência das marés tanto à Lua como ao movimento giratório da Terra, o que poderia ser interpretado como o movimento da Terra ao redor do centro de massa da Terra e da Lua .
De acordo com Estrabão, Seleuco foi o primeiro a afirmar que as marés são devidas à atracção da Lua, e que a altura das marés depende da posição da Lua em relação ao Sol.